# Kulturális forradalom
A kínai kulturális forradalom, teljes hivatalos nevén Nagy Proletár Kulturális Forradalom (kínai nyelven 无产阶级文化大革命, vagy röviden 文革, pinjin, hangsúlyjelekkel: wéngé) a kínai kommunista vezetésen belüli, Mao Ce-tung (Mao Zedong) által kezdeményezett hatalmi harc volt 1966 és 1976 között, ami a bürokrácia elleni harc jegyében elsősorban a Kínai Kommunista Párt addigi intézményei, szervezete, funkcionáriusai ellen irányult. A forradalom áldozatai a Mao politikai ellenfeleinek befolyása alatt álló párttagokon kívül a gazdaság, az oktatás és a kulturális intézmények tisztségviselői voltak. Az állítólagos cél a kínai társadalomnak a „burzsoá” befolyásoktól való „megtisztítása” volt.
Az eseménysorozat révén Mao megszilárdította egyeduralmát, de ez a Kínai Kommunista Párt (KKP) lefejezésével, a társadalmi struktúrák szétverésével, a kínai értelmiség meghurcolásával, felbecsülhetetlen kulturális értékek megsemmisítésével járt.

## Előzményei és okai

Mao Ce-tung (Mao Zedong), a kulturális forradalom elindítója

A kulturális forradalom fő oka az volt, hogy a nagy ugrás után Mao veszélyeztetve látta saját vezető szerepét. Az általa indított és szorgalmazott társadalmi-gazdasági kísérlet teljes kudarca után Mao háttérbe vonult. Az ország vezetésének napi munkáját Liu Sao-csi (Liu Shaoqi)re és Teng Hsziao-ping (Deng Xiaoping)re hagyta. Az ő mérsékelt és gyakorlatias politikájuk kezdett eredményeket hozni, emiatt Mao hatalmának végleges elvesztésétől tartott.
A kommunista hatalomátvétel után kialakított politikai rendszer lényege az egy nagy vezető és a párt diktatúrája volt. Ez jól illeszkedett a kínai hagyományokhoz, ahol az az elv érvényesült, hogy „az egyén kormányoz, nem a törvény”, azaz a törvény eszköz volt a hatalmon lévők kezében, nem pedig a tevékenységüket korlátozó keret.
A hatalmi kérdések mellett mély ideológiai ellentétek is kialakultak a két csoport között. Mao a Sztálin halála után a Szovjetunióban kialakult helyzetet, a sztálini terror elvetését és a racionálisabb gazdaságfejlesztés elemeinek megjelenését revizionizmusnak, a szocialista forradalom alapelveitől való eltérésnek tekintette, és mindenképpen meg akarta akadályozni, hogy ez az „elpuhulás, eltévelyedés” Kínára is átterjedjen, és ezzel meginduljon a „kapitalizmus restaurációja”. Féltette a forradalmiság, az önfeláldozás és az egyenlőség elveit az anyagi érdekeltség térnyerésétől – ami törvényszerűen együtt járt a korrupció újra megjelenésével, és a társadalmi egyenlőtlenségek növekedésével. Ugyancsak bírálta a bürokrácia növekedését is. A negatív jelenségekből szélsőséges következtetéseket vont le:

„Ha a dolog így megy tovább, akkor nem kell hozzá sok idő, ha kevesebbet számítunk, néhány év vagy tíz-egynéhány év, ha többet, néhány évtized, s elkerülhetetlenül bekövetkezik az országos méretű ellenforradalmi restauráció. A marxista-leninista párt kétségkívül revizionista, fasiszta párttá változna, egész Kína megváltoztatná a színét.”

– Mao Ce-tung: Beszédek és írások 1956-1974, 436. o.

Maonak volt megfelelő hatalmi bázisa is politikai ellenfelei megtámadásához. Mindenekelőtt a Népi Felszabadító Hadsereg számított ide, amit Peng Tö-huaj (Peng Dehuai) korábbi védelmi miniszter eltávolítása után, Lin Piao (Lin Biao) vezetése alatt, többek között a rendfokozatok újbóli eltörlésével, szinte teljes mértékben „forradalmasítottak”, Mao pártjára állítottak. Ez azonban nem járt a hadsereg harckészültségének csökkenésével, vagy a modernizációról való teljes lemondással, amint azt jól mutatta a győzelem a kínai–indiai háborúban, valamint az atomfegyver kifejlesztése, a légierő korszerűsítése – a Szovjetunió támogatása nélkül.
Emellett számos feszültség jelentkezett a társadalomban. Ezekben az években jelentősen csökkentették a diákság felső középiskolai, főiskolai és egyetemi továbbtanulási lehetőségeit, ami elégedetlenséget okozott az ifjúság soraiban. A munkások körében az ekkor létrehozott új csoport, az úgynevezett „munkások is, parasztok is” rétege okozott súlyos megosztottságot. Ez a rendszer a dolgozók egyik új, jogfosztott rétegét hozta létre a város környéki parasztság soraiból, akiket időszakos munkára, szerződéses formában alkalmaztak, és semmiféle szociális juttatásban nem részesítettek. Feszültségeket okoztak az állami és a szövetkezeti szektor dolgozói, valamint a különböző bérezési rendszerek közötti jelentős eltérések is. A változatos okokból elégedetlen tömegeket, miután a nagy ugrás kudarca erősen rombolta a hatalom legitimitását, Mao és közvetlen hívei ügyesen tudták manipulálni a fő felelősnek beállított pártapparátus ellen.
Mao a hatalmi harchoz fűződő személyes érdekein, ellenfeleinek félreállításán kívül azért fordult a kulturális forradalom eszközeihez, mert a felduzzadt párt- és állami apparátus negatív jelenségeiben, a társadalmi differenciálódás fokozódásában, az anyagi érdekeltség terjedésében az elfajulást, revizionizmust, a „kapitalista úton járók” tevékenységének eredményét látta. Sztálinhoz hasonlóan ő is egy nagy tisztogatásban kereste a „szocializmus megmentésének” lehetőségét, bár az általa alkalmazott módszerek egészen mások voltak.
A kulturális forradalom évtizede során Mao emellett kamatoztatta a párton belül, már az illegalitásban is folytatott küzdelmekben szerzett hatalomgyakorlási tapasztalatait. Képes volt kivárni a megfelelő pillanatot, megszervezni szövetségeseit, megosztani ellenfeleit, akik a legtöbbször csak késve ismerték fel szándékait, és egyenként buktak el a politikai harcban.

## Története

### A kulturális forradalom megindítása

Liu Sao-csi (Liu Shaoqi), Mao egyik fő ellenfele

Peng Tö-huaj (Peng Dehuai) és Mao

Mao a kulturális forradalomnak nevezett hatalmi harcot nagy óvatossággal, taktikázva indította meg. 1965 szeptemberében egyik legnagyobb korábbi és későbbi ellenfelének, a kegyvesztett Peng Tö-huaj (Peng Dehuai) marsallnak látszólag megbocsátott és egy nagy délnyugat-kínai fejlesztési projekt vezetésével bízta meg. Ezután novemberben elhagyta a fővárost és 1966 júliusáig főleg Sanghaj (Shanghai)ban tartózkodott, de más tartományokba is elutazott hatalmi bázisát erősítendő. Mint később világossá vált, első megsemmisítendő ellenfelének Peng Csen (Peng Zhen)t, a pekingi városi pártszervezet vezetőjét, egyben polgármestert szemelte ki. A taktikázás további jele volt, hogy a harc egy kulturális téma, mégpedig Vu Han (Wu Han) 1959-ben megjelent történelmi drámája, a Han Zsuj menesztése hivatalából körül indult meg. A színmű lényege az volt, hogy egy megközelíthetetlen császár igazságtalanul meneszti hivatalából hűséges hivatalnokát, aki szót emelt a parasztok érdekében. Mao kezdetben dicsérte a darabot, de aztán magára vette annak társadalomkritikáját és Peng Tö-huaj (Peng Dehuai) sorsának allegóriáját látta a darabban. 1965 novemberében Mao egyik leghűségesebb követője, Jao Ven-jüan (Yao Wenyuan) sanghaji irodalomkritikus, politikus, a „négyek bandája” későbbi tagja rendkívül éles támadást indított lapjában a darab ellen, azt Mao elnök és a rendszer elleni támadásnak értékelte.
Vu Han (Wu Han) irodalmi munkássága mellett a pekingi városi közigazgatásban tevékenykedett, így Peng Csen (Peng Zhen) beosztottja volt. Peng egyébként már 1964 óta, egy Mao által kinevezett öttagú csoport élén már munkálkodott a szóban forgó dráma politikai elemzésén. 1966 februárjában – a központi pártvezetés jóváhagyásával – közzé is tettek egy dokumentumot, az úgynevezett „februári vázlatot”, amelyben arra tettek kísérletet, hogy a vitát megfosszák politikai töltetétől és művészeti jellegűként kezeljék. A Sanghaj (Shanghai)ban megjelent cikk azonban nyilvánvalóvá tette, hogy a cikk Peng személye elleni politikai támadás. A pekingi pártvezetés egy ideig megakadályozta a cikknek a pekingi lapokban történő szokásos utánközlését, de aztán átszakadt a gát. Egyre több cikk jelent meg Jao Ven-jüan (Yao Wenyuan) írásának szellemében, majd a hadsereg is véleményt nyilvánított, azt állítva, hogy a „kulturális ügyek Kínában egy fekete pártellenes és szocialista-ellenes vonal diktatúrája” alatt állnak. Hiába gyakorolt önkritikát a szerző, tagadva a darab politikai párhuzamait, a támadások nem csökkentek, sőt Jao Ven-jüan (Yao Wenyuan) 1966 májusában új cikket jelentetett meg, hangsúlyozva, hogy „mindenkit, aki ellenzi Mao Ce-tung gondolatát, akadályozza a szocialista forradalom előrehaladását, vagy ellenséges Kína és a világ forradalmi népének érdekeivel szemben, le kell leplezni, bírálni kell őket és vereséget mérni rájuk”.
1966. május 16-án a Politikai Bizottság ülése alapján kiadott körlevélben már személy szerint bírálták Peng Csen (Peng Zhen)t, ami a politikai vég kezdete volt a számára. A dokumentum már egyértelműen a burzsoáziának a pártba, a kormányzatba és a hadseregbe befurakodott képviselőiről szólt. Feloszlatták a Peng által vezetett ötfős „irodalomkritikai” csoportot és helyette új, már „kulturális forradalminak” nevezett csoportot hoztak létre Mao hűséges embere, Csen Po-ta (Chen Boda) vezetésével. A csoport tagjai lettek a kulturális forradalom későbbi főszereplői, Csiang Csing (Jiang Qing) asszony, Mao negyedik, aktuális felesége, Kang Seng (Kang Sheng), Jao Ven-jüan (Yao Wenyuan) és Csang Csun-csiao (Zhang Chunqiao), ugyancsak a négyek bandája leendő tagja. Kínában ezért általában 1966. május 16-át tekintik a kulturális forradalom kezdetének. Június 4-én bejelentették a pekingi pártbizottság átszervezését és hasonló változásokat a Pekingi Egyetem pártbizottságában és a legfontosabb fővárosi lapok szerkesztőségeiben.
Egyidejűleg a kulturális forradalmi csoport ösztönzésére az egyetemeken és más oktatási intézményekben fiatal radikális oktatókból és diákokból csoportok szerveződtek az intézmény vezetésének bírálatára. A legaktívabb diákokból álló csoportok lettek később a „vörösgárdisták”. A párt- és állami vezetés júniusban bejelentette az esedékes vizsgaidőszak féléves elhalasztását, hogy lehetővé tegyék a diákok küzdelmét a „burzsoá hatalom” ellen. A felsőoktatás munkája azonban nem fél, hanem sok évre állt le. Az elemi és a középiskolák is zárva maradtak két évig, az egyetemek hat évig nem fogadtak diákokat. Amikor akadozva újra megindult az oktatás, a lerövidített tanítási idő és az ideológiai politikai oktatás túlsúlya hatalmas színvonalcsökkenést okozott. Lényegében egy egész generáció maradt érdemi képzés nélkül.
A hivatalban lévő pártvezetés mérsékelt tagjai Liu Sao-csi (Liu Shaoqi) vezetésével még megpróbálták menteni a menthetőt, a pártszervezetek befolyását. Az úgymond a revizionizmus felszámolására irányuló törekvések ellen azonban nem léphettek fel. Ehelyett azzal próbálkoztak, hogy maguk a meglévő pártszervezetek vezessék ezt a kampányt, mint korábban annyi más politikai kampányt, és kiszorítsák abból a szélsőséges vörösgárdistákat. Mao azonban felismerte a veszélyt és visszautazott Pekingbe. Útját a Jangce partján megszakította, hogy ússzon egyet a folyóban. Erről az eseményről kísérői és az országos sajtó már szinte vallásos rajongással emlékeztek meg („a folyó vize aznap mosolyogni látszott”, „a víz különösen édes ízű volt”). Mao Pekingbe visszaérkezve azonnal elrendelte a vörösgárdisták korlátozására a felsőoktatási intézményekbe kiküldött munkacsoportok visszahívását, amit a pekingi pártbizottság azonnal végrehajtott.
Mao 1966. augusztus elejére összehívta a Kínai Kommunista Párt (KKP) Központi Bizottságának (KB) teljes ülését (11. plénum), amire akkor már négy éve nem került sor, éppen azért, mert Mao nem érezte biztosnak támogatottságát. Ezen az ülésen a megosztottság és a viták miatt már csak a KB-tagok mintegy fele vett részt, sokakat a már megindult erőszakos „kritika” akadályozott meg ebben. Ugyanakkor a szervezeti szabályzattal ellentétben nagy számban jelentek meg a plénumon a „forradalmi tömegek” képviselői és egyes, Mao számára megbízható más pártemberek. Az augusztus 1. és 12. közötti ülésezés során, augusztus 5-én függesztette ki Mao a teremben híres tacepaóját, Bombázzátok a főhadiszállásokat címmel. Ebben „néhány vezető elvtársat” is megvádolt:
Reakciós és burzsoá álláspontra helyezkedve burzsoá diktatúrát erőszakoltak ki és elfojtották a proletariátus nagy kulturális forradalmának áradó mozgalmát.
Mao taktikázására jellemző, hogy a plénumon elmondott beszédében mérsékeltebb hangot ütött meg, és kiemelte, hogy akik hibáztak, azoknak meg kell adni a lehetőséget a javításra. A plénum mindenesetre Maonak a fő kérdésekben aratott teljes győzelmével ért véget, minden kezdeményezését jóváhagyták, a 16 pontos határozat (A KKP KB határozata a nagy proletár kulturális forradalomról) teljes mértékben az ő elképzeléseit tükrözte. A politikai kampány jellegét, további alakulását meghatározta az, hogy a dokumentum a szélsőséges eseteket (emberölés, gyújtogatás, mérgezés és hasonlók) kivételével eleve felmentést adott a résztvevők cselekedeteire, sőt egyenesen felszólította a tömegeket a radikalizmusra: „Merjünk forradalmat csinálni. Ne féljünk a rend megzavarásától.” Bizonyos óvatosságra utal, és talán a plénumon lezajlott vitákat tükrözi, hogy a dokumentum a tudósokat, technikusokat és egyszerű dolgozókat illetően enyhe elbánást írt elő. Ez azt jelezhette, hogy a nagy ugrás katasztrófáját elkerülendő, az anyagi termelés ágazatait lehetőség szerint meg akarták kímélni a felfordulástól és az ezzel járó visszaeséstől.
A KB vonatkozó döntése 1966. augusztus 8-án született meg, ezért ezt a dátumot tartják a kulturális forradalom hivatalos kezdetének. A plénumon megtörténtek a párt felső vezetésében a Mao által legfontosabbnak tartott személyi változások is. Lin Piao (Lin Biao) kapta a párt alelnöki posztját Liu Sao-csi (Liu Shaoqi) helyett, Peng Tö-huaj (Peng Dehuai)t, Peng Csen (Peng Zhen)t és másokat kizártak a Politikai Bizottságból, a KB titkárságának 13 tagjából hetet leváltottak.
A Központi Bizottság ezen az ülésén a „kulturális forradalmi csoportokat” (vörös gárdákról nem esett szó) „kiváló új szervezeti formákként” fogadta el, de a folyamatos belső vitákra és egyensúlyozási kísérletekre utal, hogy azt is hozzátették: ezek hidak a párt és a tömegek között – azaz a meglévő pártszervezetek velük való helyettesítéséről nem esett szó. Ugyancsak figyelmet érdemel, hogy a dokumentumba bekerült a gazdasági termelőmunka zavartalan folytatásának szükségessége, ami a gyakorlatban már nem történhetett meg.
Mao a terveinek ezzel csak az első lépését látta megvalósítva. Szükségesnek tartotta a kulturális forradalom országos elterjesztését a meglévő pártszervezetekkel szemben, amelyek a párton belüli politikai ellenfeleinek bázisát képezhették. A fiatalokból, diákokból álló vörös gárdák vették át a kulcsszerepet. Ingyen vehették igénybe az összes közlekedési eszközt országszerte. A hadsereg támogatást, ruhát, ellátást nyújtott számukra. 1966 augusztusa és novembere között nyolc nagyszabású gyűlést tartottak Pekingben, amelyeken összesen 10-11 millió fiatal vett részt az ország minden részéből. Ezeken megjelent Mao is, vörös karszalaggal, ami eksztázist váltott ki a közönségből. A lelkesítő beszédeket Lin Piao (Lin Biao) és Csou En-laj (Zhou Enlai) tartották.
A gyűlésekről távozva a vörösgárdisták országszerte megkezdték „forradalmi” tevékenységüket, a harcot a „négy régi”, a „régi eszmék, kultúra, szokások és magatartás” ellen. Különböző szintű tanárokat, pártkádereket, egykori gyárosokat kiáltottak ki osztályellenségnek, „harci gyűléseken” rendezett nyilvános kihallgatásokkal gyötörték, kínozták őket, aminek következtében a „célszemélyek” időnként életüket is vesztették, de az elsődleges cél nem a fizikai likvidálás, hanem a tömegek „nevelése” volt e példák révén. Könyvtárakat, múzeumokat, irattárakat dúltak fel, régi művészeti alkotásokat semmisítettek meg. Ugyanakkor hivatalos archívumokban megszerzett bizalmas iratok egy részét nyilvánosságra hozták, ami a későbbiekben aztán értékes forrást jelentett a sinológusok számára.
Csou En-laj (Zhou Enlai) a maga óvatos és diplomatikus módján igyekezett fékezni a kilengéseket. Miközben folyamatosan támogatásáról biztosította Maot és a kulturális forradalmat általában, hosszú beszédeiben figyelmeztetett az erőszak elkerülésére, a párt tiszteletére, a tanulásra, a helyi kisebbségek szokásainak tiszteletben tartására is. Szun Jat-szen (Sun Yat-sen) özvegye védelmében is neki kellett szót emelnie. Mao ugyanakkor a kilengésekkel kapcsolatban így nyilatkozott:
Ahogy én látom, a zavargások Pekingben nem túl komolyak... Peking túlságosan civilizált... Jelenleg nem kell beavatkoznunk.
A vörösgárdisták vandalizmusa nem egy helyen ellenállásba ütközött. A helyi szervek, intézmények, pártbizottságok megpróbáltak fékezőleg fellépni, illetve esetenként saját befolyásuk alatt álló vörösgárdista szervezeteket létrehozni. Mao azonban átlátott ezeken a taktikákon és maga tiltotta meg ezt. Így is érték őt csalódások, mert az elszabadított szenvedélyek nem annyira az általa célba venni szándékozott személyeket támadták, hanem általában a „négy régi” (eszmék, kultúra, szokások és magatartás) ellen irányultak. A helyi „hatalmon lévők”, ahogy a központi propaganda stigmatizálta a pártszervezeteket, a közigazgatás és a termelési egységek vezetőit, sokfelé sikerrel álltak ellen, főleg a kezükben lévő anyagi eszközök, a gazdasági ösztönzők felhasználásával. A központi direktívák ezt súlyosan elítélték:

„A gazdasági megvesztegetés különböző eszközeivel megpróbálják a tömegek egy részét az ökonomizmus rossz útjára vezetni, ahol kizárólag személyes és ideiglenes érdekeiket követnék, semmibe véve az állam és a kollektíva érdekét. Nem csak helyreállítani, hanem bővíteni is akarják a múlt bizonyos téves intézkedéseit a béreket és a jóléti rendszereket illetően.”

A falvakban azonban a kulturális forradalom irányítói is óvatosabbak voltak, mivel még élénken élt a kollektív emlékezetben a nagy ugrás katasztrófája, az utópikus eszmék hajszolásának tömeges éhínségbe fordulása. Ezért a kulturális forradalom mindvégig elsősorban városi jelenség maradt.
A kulturális forradalom hívei számára a legnagyobb gondot a megosztottság, a belső ellentétek jelentették. Mindenki Maóra hivatkozott, de az általános jellegű útmutatások tág teret hagytak bármiféle helyi értelmezésnek. Az egyes csoportok között fegyveres összecsapásokra is sor került. A központ, azaz Mao elnök, ezt látva új, konkrét célt tűzött ki az egység érdekében: a forradalmi csoportok döntsék meg a helyi pártbizottságokat és ragadják magukhoz a hatalmat. A végrehajtás során azonban kiderült, hogy a szervezetlen ifjúsági csoportok nemigen tudták, hogyan is lehetne működtetni a hatalmat. A „hatalom megragadása” egyes helyeken abban merült ki, hogy feldúlták az irodákat és magukhoz vették a hatalom szimbólumait, a pecséteket, aztán elmentek.

### A hadsereg szerepe
A nehézségeket látva a Mao vezette központi hatalom, a KB, az Államtanács és a Kulturális Forradalmi Csoport a hadsereget szólította fel, hogy támogassa a „baloldalt” a helyi hatalom megszerzésében. A hadsereg eddig elég ellentmondásos szerepet játszott. A kulturális forradalom és a vörösgárdisták általános támogatása mellett a helyi parancsnokok esetenként védelmet adtak helyi párt- és kormányzati hivatalnokoknak, korlátozták a szélsőséges megnyilvánulásokat. Az új határozat ezt a gyakorlatot külön pontban tiltotta meg. Ugyanakkor a hadsereg feladatává tették a rend fenntartását, a gazdaság támogatását, a lakosság ideológiai oktatását is.
A hadsereg elé állított új feladatok nem csak egymással voltak feloldhatatlan ellentétben (a kulturális forradalom egymással is vetélkedő helyi erőinek támogatása egyrészt, másrészt a rend fenntartása és a gazdasági élet védelme) hanem a katonai feladatokkal is: ebben az időben zajlott Kína déli határai mentén a vietnámi háború, északon pedig a Szovjetunióval volt rendkívül kiélezett a helyzet.
Nagy volt a bizonytalanság a létrehozandó új hatalom jellegét, formáját illetően is. A párt elméleti folyóirata, a Vörös Zászló 1967 februárjában meghirdette, hogy a helyi hatalmi szerveknek három erő koalíciójából kell állniuk: a hadsereg, a forradalmi tömegek, és a Mao irányvonalához hű káderek képviselőiből („három az egyben”) – azaz elismerték, hogy szükség van a korábbi tisztviselők szakértelmére is. A szervezeti formákat illetően a KB augusztusi, 11. plénumán is megemlített párizsi kommün gyakorlata alapján keresték. Ez azonban sok problémát vetett fel: a modell nem tartalmazott élcsapat pártot; nem volt összeegyeztethető a „három az egyben” formulával; az ehhez szükséges általános választásoknak, közvetlen demokráciának nem volt realitása az adott körülmények között. Mao ezért a forradalmi bizottságok elnevezésű hatalmi szervek létrehozását javasolta.

### Forradalmi bizottságok
A nagyjából szétvert régi hatalmi struktúra helyére tehát a forradalmi bizottságok léptek. Az erre vonatkozó határozatot 1967. február 19-én a Központi Bizottság hozta, és egyben betiltotta a „nép kommün” fogalom használatát. A semmiféle alkotmányos alappal nem rendelkező forradalmi bizottságokat választások nélkül, felülről, tartományi szinten kezdve hozták létre a korábbi irányelv szellemében a hadsereg, a tömegszervezetek és a káderek Maóhoz hűnek tartott tagjai közül. A résztvevők belső ellentétei miatt ez a folyamat 1967 elejétől egészen 1968 szeptemberéig tartott. Szervezésüket főleg a hadsereg és a Mao környezetében létrehozott új, a Központi Bizottság és a kormány mellett és helyett a tényleges hatalom nagy részét gyakorló új központi szerv, a Kulturális Forradalmi Csoport irányította a befolyása alatt álló tömegszervezeteken keresztül. A központi irányítás azonban csak áttételesen, ellentmondásosan érvényesült, ezért a helyi viszonyokra még sokfelé és huzamosan a káosz volt a jellemző, annak ellenére, hogy a forradalmi bizottságok létrehozása valamiféle konszolidáció irányába vitte a fejleményeket.
Mindeközben a korábbi rend hívei sem adták fel a politikai küzdelmet. Összejöveteleiken nem csak a káoszt, a termelés megzavarását, a vezető káderek meghurcolását ítélték el, hanem a kulturális forradalom egészét megkérdőjelezték. Gyűléseiken olyan neves vezetők vettek részt, mint Je Csien-jing (Ye Jianying) marsall, Csen Ji (Chen Yi), Li Fu-csun (Li Fuchun), és Li Hszien-nien (Li Xiannian) miniszterelnök-helyettesek. Február közepén Csou En-laj (Zhou Enlai) rajtuk kívül a Kulturális Forradalmi Csoport képviselőit is meghívta egy egyeztető értekezletre. Mao azonban ezeket a lépéseket kihívásnak vette és az egész mozgolódást mint „februári ellenáramlatot” ítéltette el propagandájában. Még erősebb támadások indultak ellenük, egyetlen vezető sem érezhette magát biztonságban. A hadseregnek azonban legalább egy része a mérsékelt vezetők befolyása alatt állt, és ezek az egységek határozottan léptek fel a helyi radikális vörösgárdista csoportokkal szemben. Mao a KB útján direktívában igyekezett korlátozni a hadsereg ilyen tevékenységét. A hadsereg és a vörösgárdisták között komoly incidensek is kialakultak, mint Vuhan (Wuhan)ban 1967 nyarán, ahol csapatmozdulatokra is sor került. A vörösgárdisták ennek nyomán is tovább radikalizálódtak, megtámadták a külföldi képviseleteket is Pekingben, felgyújtották a brit képviseletet. A túlkapások már Maót is aggasztani kezdték, ezért megtiltotta a vörösgárdisták számára a fegyverek szerzését és felhatalmazta a hadsereget, hogy „defenzív erőszakot” alkalmazzon velük szemben. Tiszteletet követelt a hadseregnek, „nagy forradalmi egységre” szólított fel; még azt is kijelentette, hogy „a funkcionáriusok többsége jó”, és velük is egységre kell törekedni a „harc–bírálat–átalakítás” folyamatában. Mao tehát fő ellenfeleinek eltávolítása és az apparátus megfélemlítése után megkezdte a konszolidációt, hogy a pártot és a kormányzatot a saját elképzelései szerint szervezze újjá.
1968 folyamán a fő központi törekvés a konszolidáció volt, de ez a „forradalmárok” erős ellenállásába ütközött. Az új testületekben növekedett a katonák és a régi káderek aránya. Ez kiváltotta a vörösgárdisták elégedetlenségét, bár a régi veteránok helyébe sok radikális fiatal vagy kevésbé fiatal új ember is került. A hatalom minden szintű szervezeteit jellemezte azonban a megosztottság, a belső vita. Ezek olykor összecsapásokba is torkollottak. 1968 márciusában például a Pekingi Egyetemen a rivális radikális csoportok heteken át kővel, cserepekkel „bombázták” egymást, amihez saját készítésű hajítógépeket alkalmaztak. A hatóságok nem avatkoztak közbe. Másutt komolyabb harcok is voltak. Kuanghszi (Guangxi) tartományban a vörösgárdisták különböző frakcióinak összecsapásai nyomán holttestek tucatjai úsztak le a folyókon. A kulturális forradalom egyik leghátrányosabb következménye a gazdaságra a vasúti közlekedés szétzilálása volt. A tömegesen, ingyen utazó vörösgárdisták és a vasutasok erős szakszervezetei között is összetűzések alakultak ki. Sok fontos vonalon időről időre teljesen leállt a közlekedés.
A konszolidáció ellen balos hullám keretében minden addiginál élesebb támadásokat intéztek a sajtóban Liu Sao-csi (Liu Shaoqi) és Teng Hsziao-ping (Deng Xiaoping) ellen. Megkezdődtek a forradalom állítólagos ellenfelei feletti nyilvános ítélkezések – tízezres gyűléseken – és a nyilvános kivégzések is. Mao ekkor kísérletet tett a radikális vörösgárdisták megfékezésére. 1968. július 28-án egész éjszaka tartó megbeszélésen fogadta a vörösgárdisták képviselőit, és a szélsőségek ellen érvelt. Ezután új szervezetek is alakultak, a „munkás-paraszt csoportok”, amik az egyre inkább vallási jellegű tiszteletben álló Mao támogatását élvezték. Az új csoportokban a munkások, mint vezető osztály szerepét hangsúlyozták, de többségükben katonák voltak. Az ő feladatuk lett a vörösgárdisták visszaszorítása. A vörösgárdistákat felszólították, hogy „egyesüljenek a munkásokkal, parasztokkal és katonákkal”, ami a gyakorlatban azt jelentette, hogy csoportjaikat feloszlatták, vezetőiket letartóztatták és tagjaik tömegeit százezres nagyságrendben küldték vidékre fizikai munkára. A kulturális forradalom évtizede alatt ez aztán általános gyakorlattá vált, és összességében mintegy 12 millió fiatalt és kevésbé fiatalt érintett. A gyakorlat hangoztatott célja az volt, hogy a parasztok „neveljék át” a fiatalokat. A két év alatt az anarchiába beleszokott vörösgárdisták, akik eddig a „régi értelmiség átnevelőjének” szerepében tetszelegtek, most maguk is „átnevelésre” kényszerültek. De hasonló jelleggel küldték vidékre a hivatalnokok, értelmiségiek nagy tömegeit is, hosszabb-rövidebb időig tartó „tapasztalatszerzésre”.

### A párt átalakítása, a KKP IX. kongresszusa
Mao célja nem a KKP lerombolása volt, mint ahogy őt korabeli szovjet kritikusai vádolták, hanem annak átalakítása a saját céljaira. Ezért nem járult hozzá a közvetlen demokrácián alapuló szervezeti formák elterjedéséhez, a „népi kommün” típusú hatalomgyakorláshoz. A forradalmi bizottságok rendszerének kiépítése után, 1968 októberében összehívta a Központi Bizottság 12. plénumát. A KB-nak az előző kongresszuson megválasztott tagjai közül már sokan nem lehettek jelen, mert közben „kitisztogatták” őket, helyettük a Kulturális Forradalmi Csoport tagjai és katonák jelentek meg.
A pártértekezlet Mao újabb győzelmével ért véget, de sinológusok ki tudták mutatni a belső viták bizonyos jeleit. Az elfogadott dokumentumok elítélték az 1967-es „februári ellenáramlatot”, jóváhagyták Mao tevékenységét, határozatot hoztak a következő, IX. pártkongresszus „megfelelő időben” történő összehívásáról. Liu Sao-csi (Liu Shao-qi)t eltávolították minden posztjáról és jóváhagyták a bűneiről szóló jelentést. Ebben azonban az 1949 előtti évek mondvacsinált bűneinek („ellenforradalmi” cselekmények) felsorolása mellett az 1949 utáni szerep értékelése szegényes, ami ellentétekre utal.
A kommüniké alapján megállapítható, hogy a plénum nem mélyült el a létfontosságú gazdasági kérdésekben sem, viszont a külpolitikában a Mao által a 60-as évek eleje óta képviselt vonalnak megfelelően egységre szólított fel a két fő ellenség, a Szovjetunió és az Egyesült Államok ellen.
A kulturális forradalom szentesítését, a párt új alapokon történő újjáépítésének bevégzését célzó IX. kongresszust 1969. április 1-jén kezdték meg. Mao bevezetőjét és Lin Piao (Lin Biao) beszámolóját egyaránt a régtől ismert rituális szövegek jellemezték. Éles támadásokat intéztek a Szovjetunió, az „áruló szovjet revizionista klikk” ellen, különösen a prágai tavasz elfojtása, az 1968-as csehszlovákiai beavatkozás miatt. Lin Piao (Lin Biao) beszédében felszólított a háborúra való felkészülésre, utalt egy nagy háború kívánatosságára, ami az amerikai imperializmus és a szovjet revizionizmus pusztulását hozza majd el.
A plénum új szervezeti szabályzatot fogadott el, ami addig példátlan módon meghatározta a párt vezetőjének örökösét is Lin Piao (Lin Biao) személyében. Az új szabályzat eltörölte a párt vezető szervei közül a KB Titkárságát, és általában is csak vázlatosan határozta meg a felső vezetés szerkezetét és munkarendjét, tág teret hagyva a legszűkebb felső vezetés korlátlan hatalomgyakorlása számára. A pártba való belépést a megfelelő osztályhátterű (munkás, paraszt, katona) személyekre korlátozta, a tagoknak csak a kötelességeivel foglalkozott, jogaival nem. Az új KB tagjai közé a régi grémiumnak csak a 20%-a került be, a tagság nagy részét, 45%-át katonák alkották. Nagyrészt kimaradtak a kulturális forradalom tömegeinek képviselői is.
A IX. kongresszus kísérlet volt a kulturális forradalom tartalmi lezárására, és a korabeli külföldi értékelések ennek is tekintették. A későbbi fejlemények és a hivatalos kínai értékelés tükrében azonban utóbb külföldön is elfogadták, hogy a kulturális forradalom lezárását 1976-ra, Mao halála idejére kell tenni.

### Lin Piao(Lin Biao)bukása

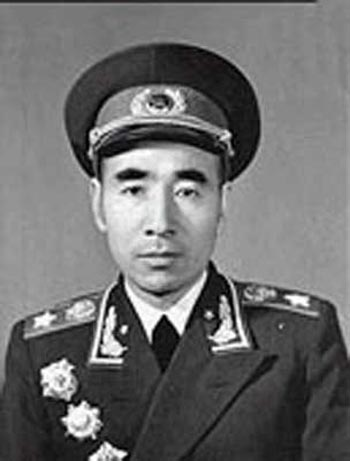
Lin Piao (Lin Biao)

A kongresszus után Lin Piao (Lin Biao), mint Mao kijelölt örököse nagy aktivitásba kezdett hatalmának megszilárdítása érdekében, azonban számottevő ellenállásba ütközött. Az ő előretörése egyben a hadsereg szerepének növekedését is jelentette, pedig a kínai kommunisták az 1920-as évek óta ragaszkodtak ahhoz az elvhez, hogy „a párt parancsol a puskának”, nem pedig fordítva. Lin Piao (Lin Biao) a hadsereg parancsnokainak körében sem élvezett osztatlan támogatást, de széles körű személycserékkel igyekezett javítani ezen a helyzeten. A kongresszus után a párt újjászervezésére irányuló erőfeszítések is csak lassan hoztak eredményt, másfél év alatt a 2185 megyéből csak 45-ben alakult meg a pártbizottság. Tartományi szinten jobb volt a helyzet, ezek a pártbizottságok 1971-ig mindenütt megalakultak, de a 29 tartományból 21-ben katonák lettek az első titkárok.
Lin Piao (Lin Biao) elfogadottsága nem csak a pártban és a hadseregben hagyott maga után kívánni valókat, hanem Mao elnök számára is világossá vált, hogy védence túlzott személyes ambíciókat táplál. Lin fenn kívánta tartani az államelnöki posztot, amiben hű szövetségese, Csen Po-ta (Chen Boda) aktívan támogatta, bár Mao maga ezt ellenezte. Emellett felvetette az úgynevezett géniusz-elméletet, ami szerint Mao olyan zseni, amilyen több évszázadban is csak egyszer születhet, és minden mondata mások tízezer mondatával ér fel. A személyi kultusznak ez a végletes formája Mao számára is elfogadhatatlan volt, és felismerte, hogy Lin Piao (Lin Biao) ezen törekvései saját későbbi uralmának megszilárdítását célozzák. Ezért Mao határozottan fellépett kijelölt örököse ellen, Lin és csoportja fellépését „orvtámadásnak” és „illegális tevékenységnek” minősítette.
A Lin és Mao közötti ellentétek másik, külpolitikai vetülete a kínai–amerikai kapcsolatok kérdése volt. Lin Piao (Lin Biao) ellenezte a kapcsolatfelvételt az Amerikai Egyesült Államokkal, ami ekkor már előkészítés alatt állt a színfalak mögött. Lin továbbra is mindkét szuperhatalmat ellenségnek tekintette, és a korábbi kínai álláspontokhoz ragaszkodva a bekerítettség érzését erősítette az országban annak érdekében, hogy a hadsereg jelentősége tovább növekedjen.
1970 végén Mao elégedetlensége abban nyilvánult meg, hogy Lin Piao (Lin Biao) legfőbb politikai szövetségese, Csen Po-ta (Chen Boda) a támadások kereszttüzébe került. Lin ebből azt a helyes következtetést vonta le, hogy ezután ő következik, és fegyveres puccs szervezésébe kezdett, hogy még Mao halála előtt magához ragadja a hatalmat. Terve azonban meghiúsult, 1971 szeptemberében menekülni kényszerült, aminek során repülőgépe Mongóliában lezuhant és ő családjával és kíséretével együtt életét vesztette.

### Csou En-laj(Zhou Enlai)és a X. pártkongresszus
Lin Piao (Lin Biao) bukása nagy kudarcot és tekintélyvesztést jelentett Mao számára, megrendítette a csalhatatlanságába vetett hitet. Közvetlen politikai haszna a fejleményekből először Lin riválisainak, a Csiang Csing (Jiang Qing) vezette szélsőbalos radikálisoknak voltak, de ez nem volt egyértelmű, mert a botrány súlyos árnyat vetett magára a kulturális forradalomra is, mivel az éppen az apparátus megtisztítása igényével lépett fel és mégis ilyen vezetőket termelt ki. A katonai vezetők közül Vang Tung-hszing (Wang Dongxing), a legfelső vezetők védelmére szolgáló erők parancsnokának a helyzete erősödött. A nagy hatalmú Központi Katonai Bizottság elnöke Lin Piao (Lin Biao) után Je Csien-jing (Ye Jianying), Kína tíz marsalljának egyike lett, aki a puccskísérlettel kapcsolatos vizsgálatokat is irányította a hadseregen belül.

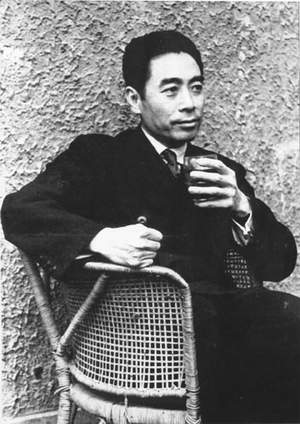
Csou En-laj (Zhou Enlai) (1946)

Mao az eset kapcsán el akarta kerülni a balos irányzatok háttérbe szorítását, a mérsékeltek túlzott térnyerését. Ezért segített abban, hogy Lin Piao (Lin Biao)t – meglepő módon – „jobboldali” elhajlóként ítéljék el, mivel ellenkező esetben az egész kulturális forradalom diszkreditálódott volna.
Csou En-laj (Zhou Enlai), a mindig óvatos és mérsékelt miniszterelnök megpróbálta felhasználni a helyzetet az ország rendbetételére. Erősítették az anyagi ösztönzést a mezőgazdaságban, a termelési fegyelmet az iparban, törekedtek az oktatás színvonalának javítására. Csou (Zhou) azonban továbbra sem kívánt Mao utódjává válni, sőt az is kiderült, hogy rákbetegségben szenved. Mao ezért sürgős lépésekre kényszerült, és a különböző politikai irányzatok képviselőinek bevonásával erősítette meg a vezetést. Tisztában volt felesége gyengéivel, ezért a radikális baloldal köreiből nem őt, hanem egy hozzá közel álló, Sanghaj (Shanghai) vezetésében sikereket felmutató kádert, Vang Hung-ven (Wang Hongwen)t emelte fel a Politikai Bizottságba, együtt Hua Kuo-feng (Hua Guofeng)gel, Hunan tartomány párttitkárával. A már többször kiátkozott Teng Hsziao-ping (Deng Xiaoping), szintén visszatért Pekingbe vidéki száműzetéséből. Anélkül, hogy formálisan rehabilitálták volna, 1973 áprilisában már miniszterelnök-helyettesként szerepelt, sőt Mao 1973 decemberében már vezérkari főnöki kinevezését javasolta, pedig Teng (Deng) korábban ilyen magas katonai posztot soha nem töltött be.
Ugyancsak a helyzet rendezése érdekében Mao szükségesnek látta a KKP következő kongresszusának gyors összehívását. Ez a párt történetének egyik legkülönösebb kongresszusa lett, mert a 28 millió párttagot képviselő 1249 küldött mindössze négy napig ülésezett, teljes titokban 1973 augusztus 24. és 28. között. Az eseményről csak utólag adtak hírt. A beszámolót Csou En-laj (Zhou Enlai) tartotta, ami jelezte, hogy ő lett a párt aktuális második embere. Ebben azt a feladatot kellett megoldania, hogy a legutóbbi kongresszus fő előadóját megbélyegezze, de a mondandóját továbbra is érvényesnek állítsa be. Ezt úgy oldotta meg, hogy Lin Piao (Lin Biao) bűnei közé besorolta: a IX. kongresszus beszámolóját, amit tulajdonképpen Mao elnök írt, csak vonakodva olvasta fel. A másik fő vádlott Lin egyik fő követője, Csen Po-ta (Chen Boda) lett, aki hosszú éveken át volt Mao személyi titkára, most viszont minden lehetséges ellenséges tevékenységgel megvádolták.
A kongresszuson megint új szervezeti szabályzatot fogadtak el, amiből törölték Lin Piao (Lin Biao) utódjelöltségét. A hangoztatott egység hiányára utaltak azok a passzusok, amelyekben szorgalmazták: „egyesüljetek és ne szakadjatok szét; legyetek nyíltak és őszinték, s ne intrikáljatok és ne konspiráljatok.” Az új KB tagjai között valamelyest csökkent a katonák aránya. A legfelső formális vezető grémium, a Politikai Bizottság Állandó Bizottsága tagjainak számát ötről kilencre emelték. A balos radikális Vang Hung-ven (Wang Hongwen) a hierarchia harmadik helyére emelkedett, Mao és Csou En-laj (Zhou Enlai) után.
A kongresszus után sem következett be politikai megnyugvás, a radikális baloldal újabb harcot indított a kulturális forradalom tüzének ébren tartására. Különös témában bontakoztattak ki kampányt: összekapcsolták Lin Piao (Lin Biao) és Konfuciusz bírálatát. A Lin Piao (Lin Biao) bukása után a korabeli kínai szokások szerint „kötelező” kampányt, amelyben a széles néptömegek számára „megmagyarázták”, hogyan kerülhetett sor Lin felemelkedésére és dicstelen távozására, összekapcsolták – ugyancsak a kínai szokások szerint – egy olyan történelmi figura „bírálatával”, akinek a személye aktuális politikai áthallások keltésére adott lehetőséget. A Konfuciusz által helyesnek hirdetett alapértékeket, mint a helyes út, az erények, a tradíciók, az igazság, a kötelességtudat és sok más elvet a mérsékeltek aktuális politikai álláspontjaival kapcsolták össze és szembeállították a kulturális forradalom alapelveivel, így az ókori filozófus elveinek tagadásával küzdöttek a radikális baloldal törekvéseinek életben tartásáért. Még közvetlenebb jele volt a kampány igazi célpontjának az a tény, hogy a Konfuciusz idején és az ő elvi támogatásával uralkodó Csou (Zhou)-dinasztia nevét ugyanazzal az írásjeggyel írták, mint Csou En-laj (Zhou Enlai) vezetéknevét. A kampány tehát aktuálisan a rendszer második embere, a mérsékeltnek számító miniszterelnök ellen irányult, aki sok taktikázás után kezdte visszaemelni a hatalomba a régi szakemberek egy részét az ország jobb működtetése érdekében. A történelmi parabola azzal egészült ki, hogy a baloldali radikálisok dicsőítették a Konfuciusz könyveit elégető Csin Si Huang-ti (Qin Shi Huangdi) császárt, elsősorban a központosított hatalom vaskezű kiépítéséért. Gyakorlatából a tartományi vezetők cseréjét is átemelték, azaz a helyi bázist kiépítő katonai vezetőket rotálva más tartományokba vitték, növekedő politikai hatalmuk megtörésére.
Csou En-laj (Zhou Enlai) a támadások ellen betegsége miatt is egyre nehezebben tudott védekezni. A baloldaliak szerették volna elérni leváltását, de Mao továbbra is egyensúlyozott, és ehhez nem járult hozzá. A személyi kultusz által mitikussá emelt legfelső vezető nem volt elégedett a felesége körül csoportosuló szélsőbalos vezetők politikájával sem. A modern kínai legendárium szerint ebből az időből származik tőle a „négyek bandája” kifejezés, amivel a feleségét figyelmeztette 1974 júliusában: „Ne engedd, hogy a négyek kis frakciójává váljatok”.
Csiang Csing (Jiang Qing)nek hatalmas politikai ambíciói voltak, és ezt Mao is jól tudta. Ő a kínai történelem gazdag tárházából az általában negatív színben feltüntetett császárnékat emelte ki, és igyekezett nekik kedvezőbb értékelést adni, ezzel is jelezve, hogy – Mao halála után – a legfelső hatalom közelében képzeli el jövőjét.
1975 januárjában a Csou En-laj (Zhou Enlai) által szorgalmazott rendteremtés jegyében összehívták a kínai parlamentet, az Országos Népi Gyűlést (ONGY), ami 1965 januárja óta nem ülésezett. A miniszterelnök ott folytatta, ahol a hatvanas évek derekán abba kellett hagynia: meghirdette a gazdasági fejlesztés részletes programját, amit a legutóbbi ONGY-ülésen már felvetett. Ebben szerepelt a mezőgazdaság, az ipar, a nemzetvédelem, valamint a tudomány és technika modernizációja, ami aztán a „négy modernizáció” néven vált ismertté. Az ONGY új alkotmányt is elfogadott Csang Csun-csiao (Zhang Chunqiao) előterjesztésében. Ez megszüntette az államelnöki posztot, a hadsereg főparancsnoka a KKP KB elnöke lett. Az alkotmány szentesítette a kulturális forradalmat és a létrejött forradalmi bizottságokat. A demokratikus jogokat illetően rendkívül szűkszavú, az ügyészségeket pedig egyszerűen megszüntette. Pozitívum, hogy a parasztok, a népi kommuna tagjai jogot kaptak háztáji földre, mellékfoglalkozásra, állattartásra, és az alkotmány rögzítette a tulajdonjogot lakóházakra és a takarékbetétekre.
A gazdaság súlyos gondjainak megoldására, a hosszabb távú fejlődés beindítására a nemrégiben – formális rehabilitáció, nyilvános politikai magyarázat nélkül – reaktivált Teng Hsziao-ping (Deng Xiaoping) tett jelentős erőfeszítéseket. 1975 májusa és októbere között nagy országos szakértői konferenciákat szerveztek az ipar, a mezőgazdaság, az oktatás, a tudomány legsürgetőbb gondjainak megoldására irányuló tervek kidolgozására. Teng (Deng) fellépett a külföldi technológia importja, az anyagi ösztönzés és más olyan ügyek mellett, amelyekkel újra kivívta a szélsőbal haragját. A négyek bandájának két tagja, Csang Csun-csiao (Zhang Chunqiao) és Jao Ven-jüan (Yao Wenyuan) új sajtókampányt indítottak ellene, ezúttal a Vízparti történet alapján. A kínai irodalom e klasszikus művét az osztályellenség előtti kapituláció történeteként bírálták és ezen keresztül folytatták a hatalmi harcot Teng (Deng) és Csou En-laj (Zhou Enlai) ellen.

### Csou En-laj(Zhou Enlai)halála,Teng(Deng)újbóli leváltása

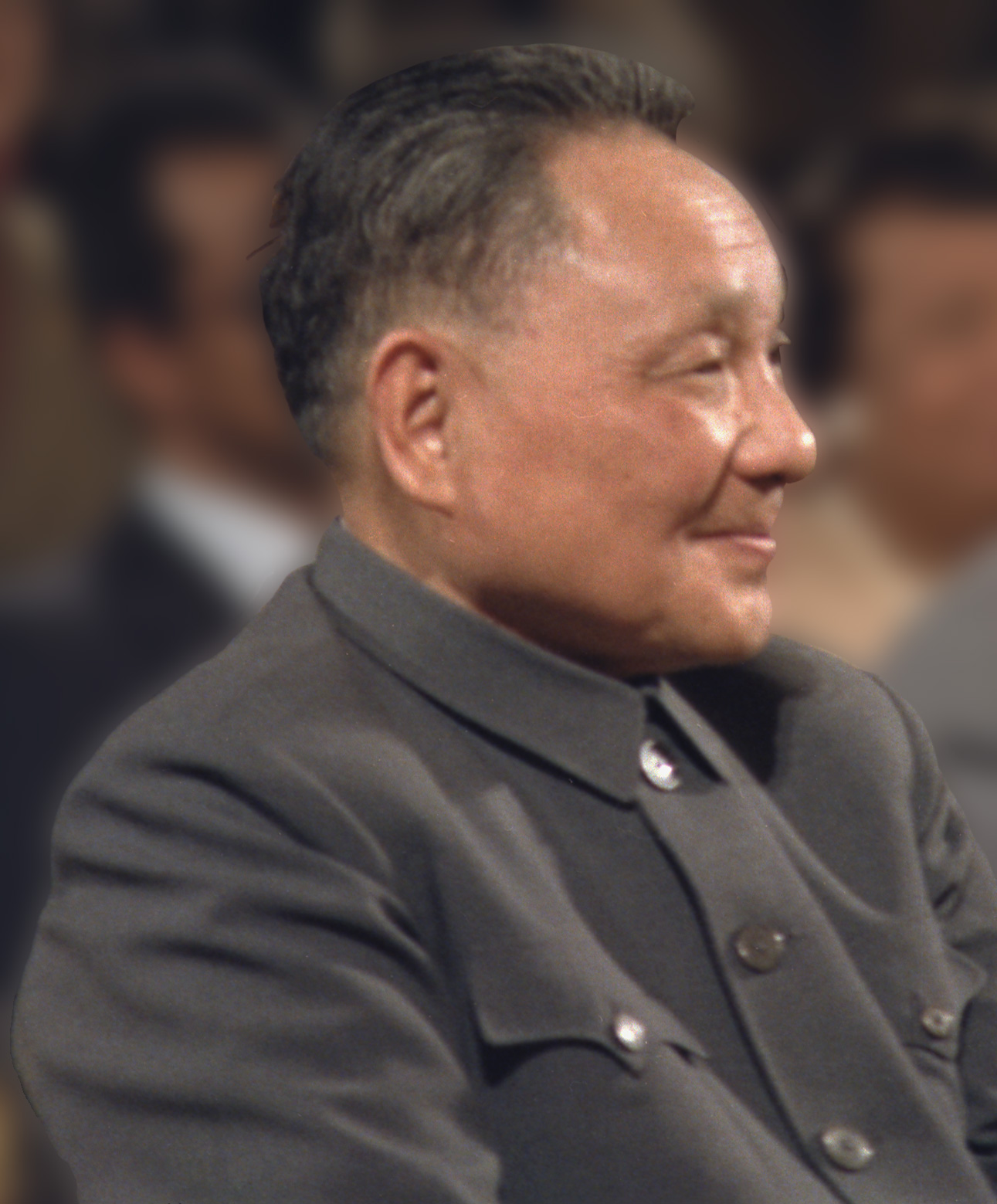
Teng Hsziao-ping (Deng Xiaoping)

A hatalmi harc a miniszterelnök halála után rendkívüli módon kiéleződött. A miniszterelnöki posztra logikusan Teng (Deng) lett volna esélyes, hiszen Csou En-laj (Zhou Enlai) is benne bízott meg, ő irányította a gyakorlatban már hónapok óta a kormányzati munkát. Ő mondta a gyászbeszédet is, ami a kommunista országok koreográfiájában általában az utód feladata volt. A radikális baloldal ezzel szemben alkalmat látott az ő végleges eltávolítására. Mao a szokásos egyensúlyozó módján igyekezett köztes megoldást találni. Meglepetésre Hua Kuo-feng (Hua Goufeng)et, az akkori közbiztonsági minisztert jelölte – egyelőre ideiglenesen – miniszterelnöknek, aki ugyan a kulturális forradalom idején emelkedett fel, annak a haszonélvezője volt, nem tartozott azonban szorosan a négyek bandájához. Teng (Deng) helyzete azáltal is gyengült, hogy támogatóját, Je Csien-jing (Ye Jianying)et Mao leváltotta a Központi Katonai Bizottság vezetői posztjáról. Utóda Csen Hszi-lien (Chen Xilian), a pekingi katonai körzet parancsnoka, a kulturális forradalom egy másik haszonélvezője lett, a hatalom minél szélesebb „terítésének” maoi törekvése jegyében.
A baloldali radikálisok nagy elégedetlenséggel fogadták Mao döntéseit. Történészi elemzések szerint ekkor vesztették el a Mao utáni öröklési lehetőségeiket, mert türelmetlenül és durván megtámadták Hua Kuo-feng (Hua Goufeng)et, és a Teng (Deng) ellen folytatott kampány mellett burkoltan tovább bírálták a halott Csou En-laj (Zhou Enlai)t is.
Április elején, a kínai halottak napja idején Pekingben példátlan ellenzéki tömegmegmozdulásra került sor. A párt már régen igyekezett ezt a hagyományos kínai ünnepet a forradalmi hősökre való emlékezés napjává átalakítani, ami most visszaütött. Már márciusban elkezdtek koszorúkat hordani, kínai szokás szerint fából és papírból emléktáblákat állítani a Tienanmen téren, a hősök központi emlékművénél Csou En-laj (Zhou Enlai) emlékére. A kilátogató tömeg napról napra nőtt, április 4-én már két millióra becsülték a külföldi tudósítók a téren megfordulók számát. A koszorúk feliratai az elhunyt méltatása mellett egyre gyakrabban támadták a „négyek bandáját”. Sebtében összeült a Politikai Bizottság és Mao támogatásával ellenforradalmi tevékenységnek értékelte a tömegmegmozdulást. Április 5-én hajnalban a rendőrség eltávolította a koszorúkat és feliratokat. A nap folyamán tüntetők ezrei jelentek meg, akik rendőrkocsikat gyújtottak fel és megrohamozták a közbiztonságiak egyik épületét. Rendőri és katonai egységek csak estére tisztították meg a teret, halálesetekről is szóltak hírek.
Az este ismét összeülő Politikai Bizottság az eseményekért Teng (Deng)et tette felelőssé és minden tisztségéből eltávolították. Személyes biztonsága érdekében a hadsereg egyes vezetői azonnal Dél-Kínába menekítették. Mao Hua Kuo-feng (Hua Goufeng)et nevezte ki miniszterelnöknek és a párt első elnökhelyettesének.
1976 júliusában több százezer áldozatot követelő földrengés pusztított a Pekinghez közeli Hopej (Hebei) tartományban, ami a kínai lakosság körében további katasztrófák előjele is volt. Szélesebb körben is nyugtalanságot okozott Teng (Deng) eltávolítása, az ellene újonnan felhozott vádak, valamint Mao közelgő halálának egyre terjedő híre is. Mao májusban jelent meg utoljára a nyilvánosság előtt, de már alig tudott beszélni, számos betegség kínozta. A kínai vezetők körében mindenki az utódlásra készült. A „négyek bandája” folytatta elhibázott stratégiáját, és erősen támadta Hua Kuo-feng (Hua Goufeng)et, akit Teng (Deng) eltávolítása után a fő riválisának érzett. A hadsereg Je Csien-jing (Ye Jianying) befolyása alatt álló tekintélyes része felkészült a „négyek bandájával” való leszámolásra, csakúgy, mint a Hua Kuo-feng (Hua Goufeng) irányítása alatt álló közbiztonsági erők. Ezzel szemben a négyek a hagyományosan befolyásuk alatt álló népi milíciát igyekeztek megerősíteni, és próbálkoztak a katonai és rendőri szervezetekben is befolyásuk kiterjesztésével.
Mao 1976. szeptember 9-én halt meg. Közvetlen és legitim örököse Hua Kuo-feng (Hua Goufeng) volt, aki a párt és a Központi Katonai Bizottság elnöke lett, valamint megőrizte a miniszterelnöki pozíciót is. A „négyek bandája” is optimista volt azonban, Pekingben folytatták a szervezkedést. Nem vonultak vissza a saját bázisuknak számító Sanghajba. Hua Kuo-feng (Hua Goufeng) és Je Csien-jing (Ye Jianying) azonban egyetértésre jutottak abban, hogy az általuk okozott problémát végleg meg kell oldani, és október 6-áról 7-ére virradó éjszaka Vang Tung-hszing (Wang Dongxing) különleges testőralakulata letartóztatta a „négyek bandáját”, Csiang Csing (Jiang Qing)et, Csang Csun-csiao (Zhang Chunqiao)t, Jao Ven-jüan (Yao Wenyuan)t és Vang Hung-ven (Wang Hongwen)t, valamint fő támogatóikat. Ezzel a kulturális forradalom véget ért. A mozgalom megtervezője halott volt, fő szervezői pedig börtönben.

## Gazdaság a kulturális forradalom idején
Mao a nagy ugrástól eltérően a kulturális forradalommal kapcsolatosan nem fogalmazott meg gazdasági célokat. Ellenkezőleg, a korábbi tragikus tapasztalatok nyomán, különösen a mezőgazdaság területén, el akarta kerülni a nagyobb felfordulást. Ennek eredményeképpen a gabonatermelés például 1966 és 1970 között évi 4%-kal növekedett.
A politikai káosz azonban 1967-től mégis súlyos hatással volt az ország gazdaságára. A tervgazdálkodásban szokásos éves tervet 1967-ben már nem központilag, hanem csak a tartományokban dolgozták ki, 1968-ban pedig – példátlan módon – nem is fogadtak el éves gazdasági tervet. A szélsőbalosok az igazgatói felelősség rendszerét „burzsoá diktatúrának” nevezték, „profithajszaként” elítélték a gazdasági eredményekre törekvést általában. A termelés csökkent, a termékek minősége romlott, a szállítás és a kommunikáció akadozott. A nemzeti jövedelem 1967-ben 7,2%-kal, 1968-ban további 6,5%-kal csökkent, a munka – amúgy is nagyon alacsony – termelékenysége 19,2, illetve további 7%-kal esett vissza.
1969-től bizonyos konszolidáció következett a gazdaságban is, de az ideológiai okokból erőltetett háborús készülődés miatt a dolgozók életszínvonalán ez nem volt érezhető, sőt az az 1957-es szintről 20%-ot csökkent. 1972-73-ban Csou En-laj (Zhou Enlai) erőfeszítéseket tett az ultrabalos törekvések visszaszorítására, az anyagi érdekeltség elvének alkalmazására. Ekkorra az ország a kínai–amerikai kapcsolatok javítása révén kitört nemzetközi elszigeteltségből, visszanyerte ENSZ- és Biztonsági Tanács-tagságát, megnyílt a technika és technológia importjának lehetősége a fejlett nyugati államokból. 1973-ban azonban újabb balos ellentámadás taszította káoszba a gazdaságot, és az alapvető élelmiszereken kívül gyakorlatilag minden fogyasztási cikkből hiány volt. A felszínre tört a dolgozó rétegek elégedetlensége, terjedtek a népi megmozdulások. A falura küldött fiatalok kezdtek illegálisan visszatérni a városokba, a parasztok csak a háztájiban akartak dolgozni, a munkások körében sztrájkhullám bontakozott ki.
Egyetlen területet óvott meg a kínai vezetés a kulturális forradalom zűrzavarától, és ez a hadiipari termelés és kutatás-fejlesztés volt. 1967 júniusában, mindössze 32 hónappal az első atombomba felrobbantása után, Kína sikeres hidrogénbomba-kísérletet hajtott végre, 1970 áprilisában pedig fellőtte első műholdját, mindezt a nemzetközi elszigeteltség körülményei között, saját fejlesztés eredményeképpen. 

## Külpolitika a kulturális forradalom idején

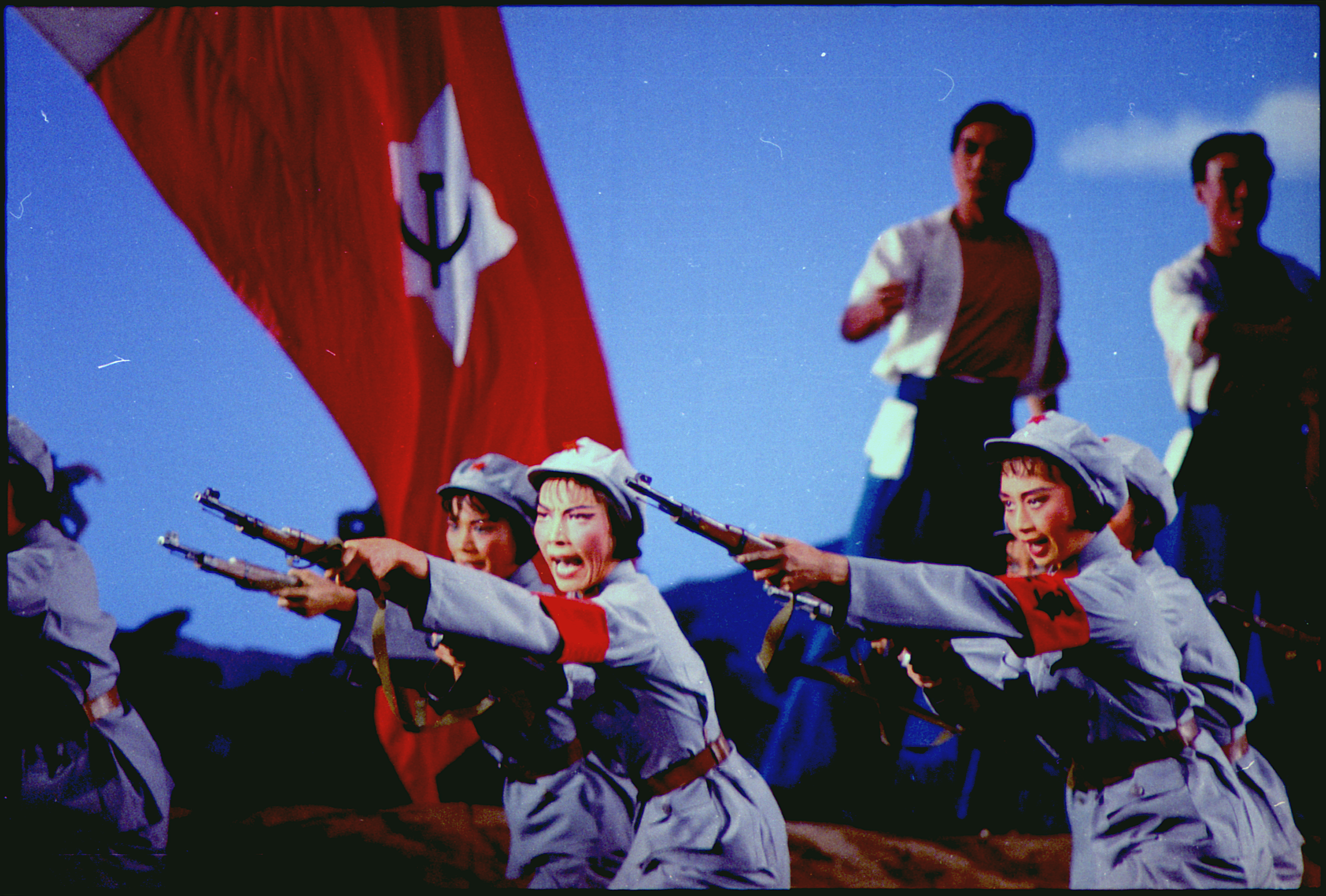
Kínai forradalmi balett. Az előadáson Nixon és felesége is jelen volt

A kulturális forradalom idején Kína külkapcsolataira – egészen az 1971-es kínai–amerikai kapcsolatfelvételig – a vállalt elszigeteltség volt a jellemző. A Szovjetunióval már korábban megromlottak a kapcsolatok, 1966-67-ben pedig Peking szinte minden országból hazahívta követeit. A vörösgárdisták „burzsoá csökevénynek” bélyegezték meg a diplomáciát és a diplomáciai mentességet, elfoglalták a szovjet és a brit képviseletet.
Egyetlen országban volt jelentős befolyása Kínának a hatvanas évek elején, mégpedig Indonéziában, ahol Szukarno elnök hatalma a hadsereg és az 1963 végén már 2,5 milliós kommunista párt közötti egyensúlyozásra épült. 1965 szeptemberében azonban puccs döntötte meg Szukarno hatalmát és ezzel a kínai befolyásnak is vége szakadt.
Kína ebben az időszakban a szocialista blokk többi országával is minimalizálta a kapcsolatait. Nyíltan támogatták az ezekben az országokban is megjelenő kis maoista csoportosulásokat, mint Magyarországon Haraszti Miklóst és körét. Peking csak Albániát tartotta valódi szocialista országnak, vele sokoldalú kapcsolatokat tartott fenn. Értékelte emellett Ceaușescu különutasságát, és ezért Romániával is jobb kapcsolatai voltak, mint a többi szocialista országgal.
A folyamatosan imperialista-ellenes jelszavakat használó kulturális forradalom idején világszerte nagy meglepetést okozott a kínai–amerikai kapcsolatok gyors javulása az 1970-es évek elején. Ezt a geopolitikai érdekekből fakadó fordulatot leginkább Csou En-laj (Zhou En-lai) és Henry Kissinger diplomáciai tehetsége hozta tető alá. A kínai felet elsősorban a már fő ellenségnek tekintett Szovjetunió nyomasztó katonai fölénye, az Egyesült Államokat a vietnámi háború számukra kedvezőtlen alakulása késztette erre. Nixon kínai látogatása 1972 februárjában betetőzte a folyamatot, aminek eredményeképpen Kína újra világpolitikai tényezővé vált, annak ellenére, hogy nem utolsósorban a kulturális forradalom miatt továbbra is súlyos belső gondokkal küzdött.

## A kulturális forradalom és a kínai tradíciók
A kulturális forradalom egyik fő célja és lényege a tradíciók lebontása, az ellenük folytatott kérlelhetetlen harc volt. Mao nem csak a politikai ellenfelének tekintett pártstruktúrák és állami hierarchiák elleni harcra buzdította híveit és az ifjúságot, hanem frontális támadást hirdetett a hagyományos családi értékek, a szülők tisztelete ellen is. A családi házon kívül az ifjúságot arra biztatták, hogy hurcolják meg tanáraikat; a házastársakat és barátokat arra, hogy jelentsék fel egymást. Bezárták az iskolákat, üldözték az értelmiséget és emiatt nemzedékek maradtak ki az iskolai képzésből.
Mao Ce-tung (Mao Zedong) és hívei, különösen a „négyek bandája”, kíméletlen harcot hirdettek a kínai múlt tárgyi emlékei ellen is. Pótolhatatlan műkincseket semmisítettek meg. A mérsékeltebb vezetők titokban próbálták menteni a menthetőt. Jellemző, hogy a hivatalban lévő miniszterelnöknek, Mao évtizedes harcostársának, Csou En-laj (Zhou Enlai)nak is sajátos praktikákhoz kellett folyamodnia a legértékesebb kincsek megmentése érdekében. Megbízható katonai egységeket küldött például a Tiltott Város védelmére azzal, hogy az ottani „mételytől”, éppen „a mérgezés elkerülése érdekében”, meg kell óvni a vörösgárdistákat is. A katonák öt éven át tartották hermetikusan elzárva a külvilágtól a volt császári palotát és múzeumait.
Országszerte a műemlékek sokaságát azonban nem sikerült ilyen védelemben részesíteni. A „feudális” és a „burzsoá” hagyományok elleni harc jegyében rengeteg műkincset megrongáltak, elpusztítottak. A „marhafejű démonok és kígyóistenek” megvetése jegyében betiltották a hagyományos irodalmi és művészeti alkotásokat.
A filozófia szintjén a harmónia értékeinek korábbi hangsúlyozása helyébe az ellentétek abszolutizálása került. A Kínában szokásos, számokat alkalmazó jelszavak nyelvén elvetették „a kettő eggyé válik” elvét, ami a harmóniára, az ellentétek összebékíthetőségére utalt, helyette abszolutizálták „az egy kettéválik” tételt, ami minden belső ellentét manifesztálódását, az állandó harcot jelentette.
Társadalmi síkon a fékevesztett „osztályharc” volt a jelszó, és e harc érdekében kreáltak ellenséget szó szerint egymásból, nem lévén már igazi burzsoázia. A „forradalmi bíráskodás” a gyakorlatban azt hozta előnyös helyzetbe, aki megelőzte társát a feljelentéssel.
A kulturális forradalom a külföld elleni kultúrharc is volt, az idegengyűlölet felszításával. A bokszerlázadás hagyományai is szinte életre keltek, bár az akkori gyilkosságok helyett a zaklatás különféle módszereivel. A külföldi követségek dolgozóit súlyos atrocitások érték.
A hagyományok elleni harc paradoxona, hogy a kínai hagyományokban a kulturális forradalomnak is van előképe, hagyománya: ez az antikonfuciánus, legista Csin (Qin) állam és vezetője, a paranoiás Csin Si Huang-ti (Qín Shǐ Huángdì) császár, aki i. e. 221-ben egyesítette a kínai fejedelemségeket és aki a hagyomány szerint elégettette a konfuciánus könyveket, élve eltemettette a konfuciánus írástudókat. Mao Ce-tung (Mao Zedong) rokonszenvesnek találta ezt a történelmi személyt.